# ZTT Records
ZTT Records — британский лейбл, основанный в 1983 году рекордным продюсером Тревором Хорном, его женой и журналистом Полом Морли. Аббревиатура ZTT расшифровывается как «Zang Tumb Tuum».

## История лейбла
Лейбл был основан в 1983 году Тревором Хорном, ставшим его директором, совместно со своей женой Джилл Синклер и журналистом Полом Морли, ставшим его маркетологом. Аббревиатура ZTT, ставшая названием лейбла, была придумана итальянским поэтом-футуристом Филиппо Томмазо Маринетти в звуковом стихотворении «Zang Tumb Tumb», в котором это словосочетание изображало звук пулемета. В первые дни после создания лейбл сформировал структуру и формат поп-музыки. Через некоторое время после этого ZTT приобрел Basing Street Studios с Island Records. Большинство творческих коллективов присоединилось к лейблу после выпуска им альбома The Lexicon of Love британской поп-группы ABC. Первый крупный контракт был подписан с Frankie Goes To Hollywood, чьи хиты Relax и Two Tribes имели высокий успех. Сингл композиции Relax стал вторым для ZTT, в январе 1984 года заняв первый номер лейбла и в дальнейшем в течение всего года находясь в Топ-75. В 1980-х годах Грейс Джонс и Art Of Noise также подписали контракты с ZTT. Несмотря на успешный старт, конец 1980-х в истории лейбла был затмлён судом с Холли Джонсоном, который желал расторгнуть контракт ZTT Records и Frankie Goes to Hollywood в связи с развалом коллектива. Аналогичные ситуации у ZTT были с группами Art of Noise и Propaganda. Дело с Propaganda было урегулировано вне суда, Джонсон вышел из него победителем.
В конце 1990-х лейбл был переориентирован на новую сцену танцевальной музыки. Были заключены контракты с группами MC Tunes, Shades of Rhythm и 808 State, которая позднее попадет в Топ-10 с песней Pacific State, тремя другими синглами и одним альбомом в начале девяностых, а также певцом Seal.

## Исполнители лейбла
| 1980-е | 1990-е | 2000-е                                              | 2010-е                           |
| --- | --- | --------------------------------------------------- | -------------------------------- |
| - ACT - Art of Noise - Art and Act - David Bedford - Das Psych-Oh Rangers - 808 State - Frankie Goes to Hollywood - Glenn Gregory & Claudia Brücken - Instinct - Grace Jones - Stanley Myers - Roy Orbison - Anne Pigalle - Andrew Poppy - Propaganda - Nasty Rox Inc. - Hans Zimmer | - Adamski’s Thing - Afrika Bambaataa & The Soulsonic Force† - All Saints (as All Saints 1.9.7.5.) - Aurora - The Flood - The Frames - Glam Metal Detectives - Lee Griffiths - The Heights of Abraham - Hoodlum priest - Honky - The Image of a Group - Tom Jones - Klymaxx - L.A.Z.Y. - Leilani - Lorenza - Shane MacGowan - Kirsty MacColl - Mantra - The Marbles - Max - Rehab - MC Tunes - Novecento - Public Demand - Rehab - Seal - Sexus - Solid State Logic - Sun Electric - Switzerland - Tara - Time Unlimited - Tom Jones - Wendy & Lisa | - David Jordan - Raging Speedhorn - Lisa Stansfield | - A Theory - The Buggles - Femme |